# Prima guerra anglo-birmana
La prima guerra anglo-birmana ebbe luogo dal 5 marzo 1824 al 24 febbraio 1826. Nel Regno Unito tale conflitto è chiamato "prima guerra birmana". Fu la prima di tre guerre combattute fra Birmania e Impero britannico durante il XIX secolo che finirono con la graduale scomparsa della sovranità e dell'indipendenza birmana.
Nel gennaio 1824, a causa delle mire espansionistiche di entrambi gli Stati che entrarono in conflitto nell'attuale zona del Manipur, i birmani guidati dal re Bagyidaw ingaggiarono i primi scontri con i britannici nell'Assam, a quel tempo controllato dai birmani e confinante con la colonia britannica dell'India. Il conflitto ebbe ufficialmente inizio nel marzo 1824, dopo che gli scontri di frontiera si erano estesi nell'Arakan.
La guerra coinvolse anche i siamesi, da tempo in conflitto con la Birmania che aveva occupato il Tenasserim. La guerra durò due anni e fu la più lunga delle tre anglo birmane. Alla fine i birmani, sconfitti ripetutamente, si arresero e cedettero ai britannici Arakan, Assam, Manipur e lo stesso Tenasserim.
Il conflitto ebbe termine con il trattato di Yandaboo del febbraio 1826.